# Сејаце
Сејаце је насеље у Србији у општини Бујановац у Пчињском округу. Према попису из 2022. било је 55 становника.

## Демографија
У насељу Сејаце живи 203 пунолетна становника, а просечна старост становништва износи 42,5 година (40,0 код мушкараца и 45,0 код жена). У насељу има 63 домаћинства, а просечан број чланова по домаћинству је 3,90.
Ово насеље је у потпуности насељено Србима (према попису из 2002. године).
|  |

| Демографија | Демографија | Демографија |
| Година      | Становника  | Становника  |
| ----------- | ----------- | ----------- |
| 1948.       | 483         |             |
| 1953.       | 463         |             |
| 1961.       | 458         |             |
| 1971.       | 420         |             |
| 1981.       | 331         |             |
| 1991.       | 230         | 229         |
| 2002.       | 246         | 247         |
| 2022.       | 55          |             |

| Етнички састав према попису из 2002.‍ | Етнички састав према попису из 2002.‍ | Етнички састав према попису из 2002.‍ | Етнички састав према попису из 2002.‍ | Етнички састав према попису из 2002.‍ |
| ------------------------------------ | ------------------------------------ | ------------------------------------ | ------------------------------------ | ------------------------------------ |
|                                      |                                      |                                      |                                      |                                      |
| Срби                                 | Срби                                 |                                      | 246                                  | 100,0%                               |

| Година пописа     | 1948. | 1953. | 1961. | 1971. | 1981. | 1991. | 2002. |
| ----------------- | ----- | ----- | ----- | ----- | ----- | ----- | ----- |
| Број домаћинстава | 74    | 70    | 62    | 64    | 67    | 58    | 63    |

| Број чланова      | 1  | 2 | 3  | 4 | 5 | 6 | 7 | 8 | 9 | 10 и више | Просек |
| ----------------- | -- | - | -- | - | - | - | - | - | - | --------- | ------ |
| Број домаћинстава | 14 | 9 | 11 | 8 | 5 | 7 | 3 | 2 | 2 | 2         | 3,90   |

| Пол    | Укупно | Неожењен/Неудата | Ожењен/Удата | Удовац/Удовица | Разведен/Разведена | Непознато |
| ------ | ------ | ---------------- | ------------ | -------------- | ------------------ | --------- |
| Мушки  | 107    | 28               | 72           | 7              | 0                  | 0         |
| Женски | 102    | 9                | 67           | 26             | 0                  | 0         |
| УКУПНО | 209    | 37               | 139          | 33             | 0                  | 0         |

| Пол    | Укупно                    | Пољопривреда, лов и шумарство | Рибарство                            | Вађење руде и камена | Прерађивачка индустрија       |
| ------ | ------------------------- | ----------------------------- | ------------------------------------ | -------------------- | ----------------------------- |
| Мушки  | 45                        | 16                            | 0                                    | 0                    | 5                             |
| Женски | 31                        | 15                            | 0                                    | 0                    | 9                             |
| УКУПНО | 76                        | 31                            | 0                                    | 0                    | 14                            |
| Пол    | Производња и снабдевање   | Грађевинарство                | Трговина                             | Хотели и ресторани   | Саобраћај, складиштење и везе |
| Мушки  | 0                         | 0                             | 0                                    | 0                    | 4                             |
| Женски | 0                         | 0                             | 0                                    | 0                    | 0                             |
| УКУПНО | 0                         | 0                             | 0                                    | 0                    | 4                             |
| Пол    | Финансијско посредовање   | Некретнине                    | Државна управа и одбрана             | Образовање           | Здравствени и социјални рад   |
| Мушки  | 0                         | 0                             | 3                                    | 3                    | 0                             |
| Женски | 0                         | 0                             | 0                                    | 1                    | 1                             |
| УКУПНО | 0                         | 0                             | 3                                    | 4                    | 1                             |
| Пол    | Остале услужне активности | Приватна домаћинства          | Екстериторијалне организације и тела | Непознато            | Непознато                     |
| Мушки  | 1                         | 0                             | 0                                    | 13                   | 13                            |
| Женски | 0                         | 0                             | 0                                    | 5                    | 5                             |
| УКУПНО | 1                         | 0                             | 0                                    | 18                   | 18                            |